# Pata (Slowakije)
Pata is een Slowaakse gemeente in de regio Trnava en maakt deel uit van het district Galanta.
Pata telt 3.121 inwoners.